# Пашин, Виктор Григорьевич
Виктор Григорьевич Пашин — советский хозяйственный и политический деятель.

## Биография
Родился в 1935 году. Член КПСС.
С 1954 года — на хозяйственной, общественной и политической работе.
До 1974 гг. — организатор сельскохозяйственного производства в Ульяновской области.
В 1974—1981 гг. — председатель колхоза имени Ульянова Ульяновского района Ульяновской области.
В 1981—1991 гг. — директор «Ульяновскплодовощхоза».
В 1991—2003 гг. — генеральный директор агропромышленного комплекса «Свияга».
Депутат Верховного Совета СССР 10-го созыва. 
Жил в Ульяновской области.